# Elisabeth Chávez
Elisabeth Chávez Hernández (Los Realejos, Santa Cruz de Tenerife, 17 de noviembre de 1990) es una jugadora de balonmano española.

## Trayectoria
Jugadora natural del barrio de La Perdoma (La Orotava) se formó en las categorías inferiores del Club Balonmano Perdoma. Jugó allí desde 2006, hasta 2008 y debutó en su primer año en la División de Honor Femenina Juvenil teniendo muchos minutos de juego, sobre todo en defensa, con tan sólo 16 años.
Conocida como Eli Chávez y también como el Techo del balonmano español debido a sus 1,92 metros de estatura.
Es internacional absoluta con la selección española, con la que logró el bronce en el Campeonato Mundial de Balonmano Femenino de 2011, disputado en Brasil, y la plata en el Europeo de Macedonia 2008 y el Europeo de Hungría y Croacia 2014. También fue reserva de la selección que obtuvo la medalla de bronce en los Juegos Olímpicos de Londres 2012.

### Equipos
En 2008 fichó por uno de los equipos punteros de la División de Honor Femenina, el Balonmano Sagunto, que al año anterior se había proclamado subcampeón de Liga. Se puso a las órdenes de Cristina Mayo y debutó en la Liga ABF con el club valenciano en el año 2008, con apenas 18 años. Allí permaneció un total de 4 temporadasy se forjó como balonmanista especializada en defensa en su posición de pivote consagrándose en la élite mundial.
En 2012 debido a la mala situación económica del país, emigró a Francia con Beatriz Escribano y ambas ficharon por el OGC Niza Handball de la Liga francesa de balonmano. Desde su llegada a Francia se convirtió en una de las fijas del conjunto de la Costa Azul, siendo la pivote titular del equipo. Jugó en total con el Niza 70 partidos, en los que anotó más de 200 goles.
En mayo de 2015, de cara a la temporada 2015/16, fichó por el CJF Fleury Loiret Handball, actual campeón de la Liga donde coincidió con sus compañeras de selección Darly Zoqbi, Marta López, Alexandrina Barbosa y Bea Fernández. Sin embargo, su compañera y amiga Bea Escribano siguió en el OGC Niza Handball, por lo que ambas separaron sus caminos profesionales por primera vez.
Con el CJF Fleury Loirent Handball jugó en la Champions y también compitieron por todos los títulos de balonmano. Chávez lo consideró como su mejor experiencia deportiva en Francia, dentro de "un club muy profesional, con mucho público y muy bien estructurado". Allí estuvo hasta 2017, año en el que fichó por el Nantes. De esta etapa, el primer año fue muy positivo, pero en el segundo año tuvo una lesión de rodilla que en principio era algo leve y normal, pero que se complicó hasta alejarla de las pistas durante 15 meses.
Desde 2019 juega en el Handball Plan de Cuques, un club humilde y familiar, pero que compite en la Liga Butagaz Energie. El club confió en ella después de mucho tiempo alejada de las canchas y con el que renovó por dos años más. Con el club francés está preparándose para sentarse entrenadora, siendo asistente de Charline Bellenger en los banquillos del filial de primera división francesa.
Al preguntarle por su experiencia en España y Francia, comentó que en el país galo el balonmano femenino profesional está mejor estructurado, trabajando muy bien con la base y contando con centro de formación y pole spoirs donde las niñas son muy bien preparadas para dar el salto a la primera división sin que este cambio sea muy brusco. Destacó también la diferencia respecto a la visibilidad del balonmano femenino en Francia, con muchas ayudas institucionales, de ayuntamientos y patrocinadores.
En Francia está mejor estructurado. Los clubes tienen una estructura bastante sólida, se trabaja muy bien con la base y cuentan con centros de formación y  pole spoirs ,donde desarrollan muy bien a las niñas, preparándolas para que el salto a primera división no sea tan grande. Económicamente tienen que cumplir una serie de normas y criterios para competir en el máximo nivel y eso nos da mucha seguridad a las jugadoras. Se nos da mucha más visibilidad, los pabellones están llenos, tenemos muchas ayudas de instituciones, ayuntamientos y patrocinadores.

### Selección nacional

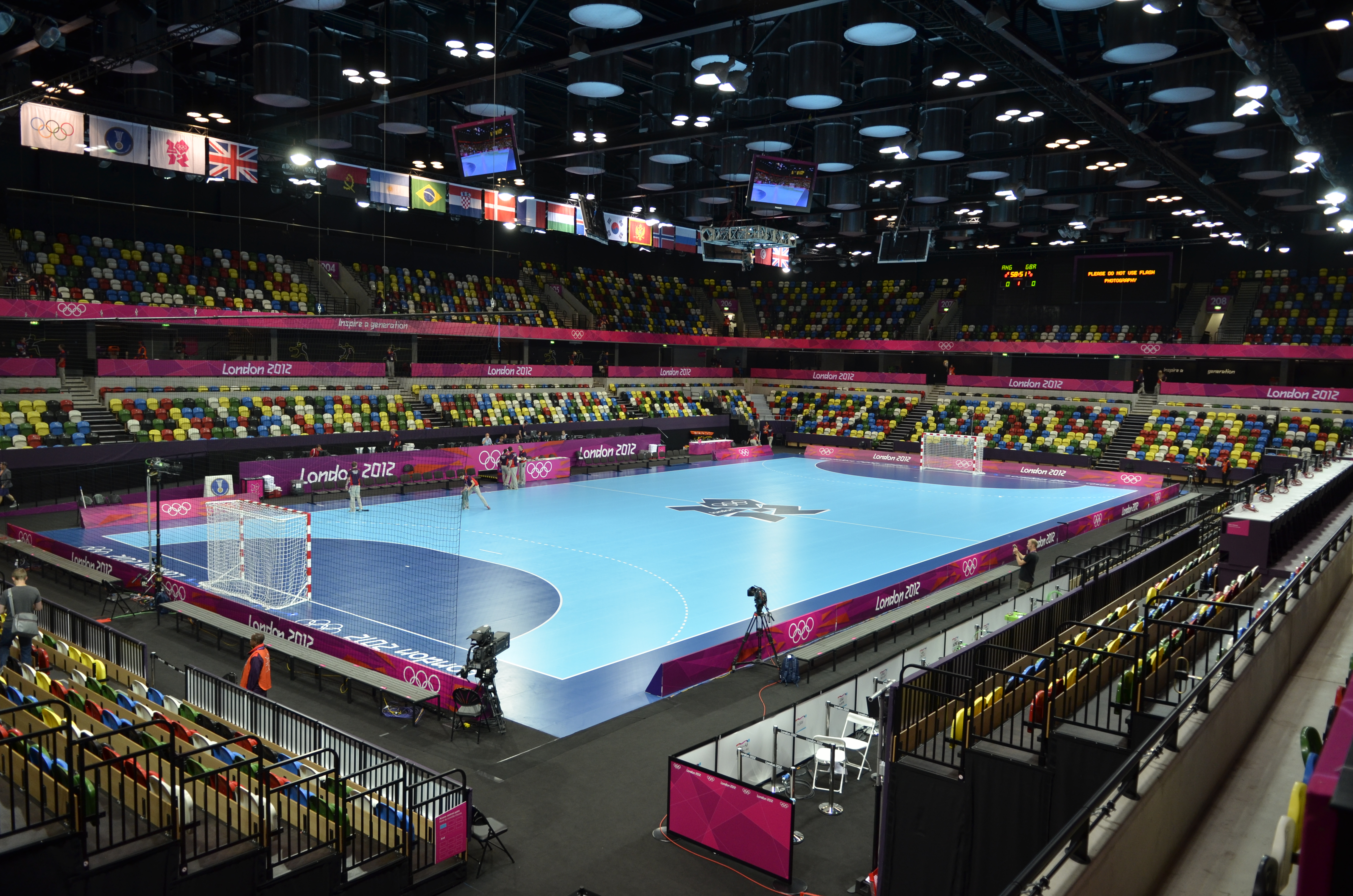
Copper Box, sede de la fase de grupos de los Juegos Olímpicos de Londres 2012.

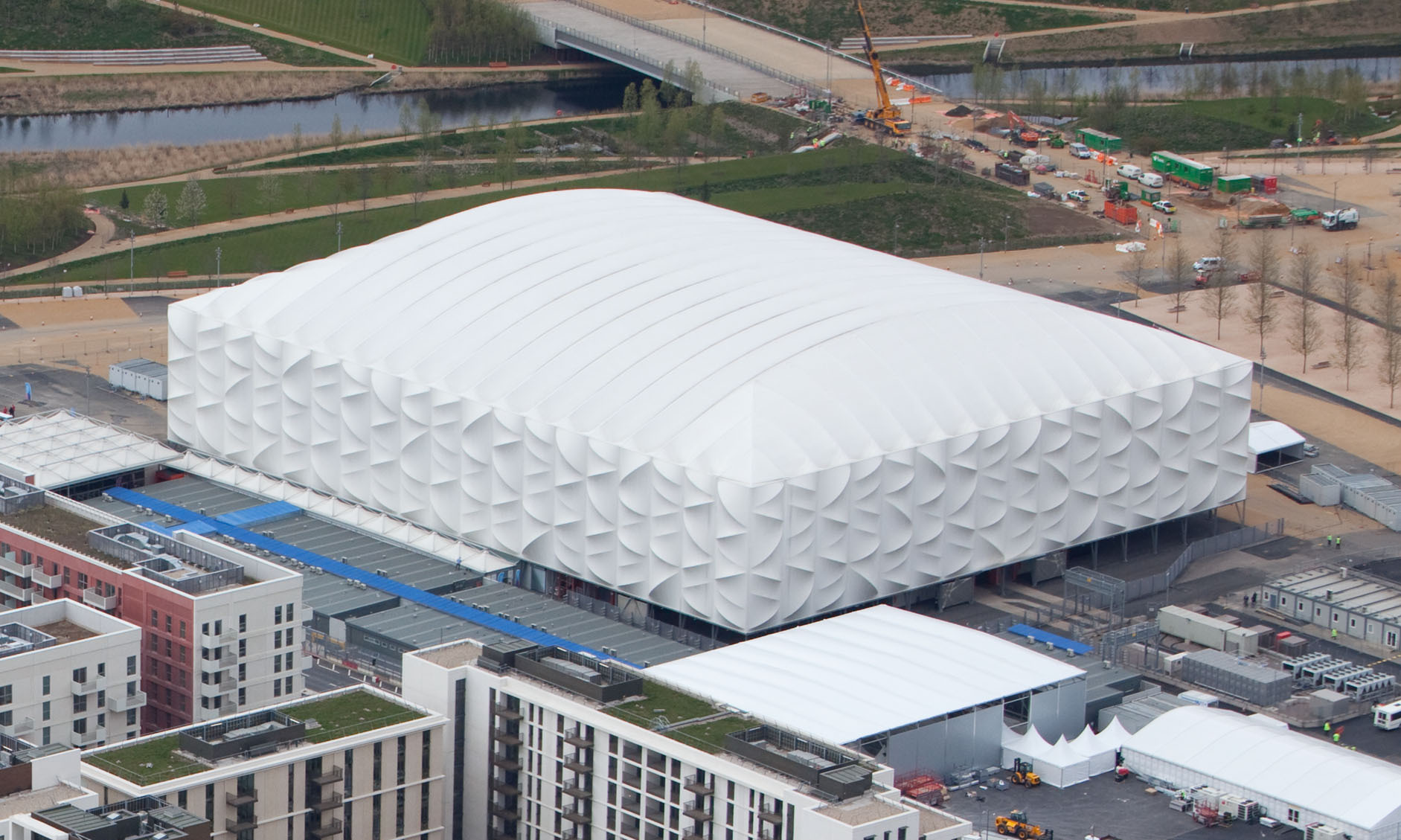
Basketball Arena, sede de las semifinales y finales.

Ha jugado con la selección femenina de balonmano de España hasta la fecha un total de 144 partidos, en los que ha anotado 88 goles. 
Su primer torneo de importancia con la selección, fue nada más y nada menos que el Campeonato Europeo de Balonmano Femenino de 2008 donde comenzaron empatando dos partidos, ante Noruega y ante Ucrania, pero pasaron como segundas de grupo tras las noruegas. En la segunda ronda, sin embargo, ganaron a Rumanía y Hungría, y perdieron ante Dinamarca, consiguiendo pasar a las semifinales ante Alemania. Fue un partido difícil pero vencieron por 32-29, aunque perdieron la final ante las favoritas, las noruegas, que solo habían cedido un empate ante las españolas en toda la competición.
En 2009 participó en el Campeonato Mundial Femenino de Balonmano de 2009 disputado en China. En la primera fase fueron primeras de grupo venciendo todos sus encuentros. En la siguiente ronda empataron ante Hungría, ganaron a Rumanía y fueron derrotadas por Noruega. Pasaron como segundas de grupo tras Noruega, y se enfrentaron en las semifinales ante Francia que las venció por 27-23. En la lucha por el bronce se volvieron a enfrentar a Noruega y fueron derrotadas por 26-31.
En el Campeonato Europeo de Balonmano Femenino de 2010 comenzaron perdiendo ante Rumanía. Después ganaron a Serbia, pero volvieron a perder, esta vez ante Dinamarca, terminando la primera fase como terceras de grupo. En la segunda fase consiguieron ganar a Rusia, pero perdieron los otros dos partidos, siendo eliminadas y terminando finalmente undécimas.
En 2011 fue convocada para disputar el Campeonato Mundial Femenino de Balonmano de 2011 celebrado en Brasil. En la fase de grupos fueron segundas tras el equipo nacional de Rusia, que ganó todos sus partidos. En la siguiente fase vencieron a Montenegro por 23-19, y en los cuartos de final a Brasil por 27-26. Sin embargo, en las semifinales se enfrentaron a la futura campeona, Noruega, contra la que fueron derrotadas por 30-22. En la lucha por la medalla de bronce se enfrentaron a Dinamarca, y vencieron por 18-24.
En 2012 fue seleccionada para formar parte del equipo nacional en el torneo celebrado en España que daba acceso a dos plazas para acudir a los Juegos Olímpicos de Londres 2012. España obtuvo una plaza y la otra fue para Croacia. Fue seleccionada como jugadora reserva del equipo para los Juegos Olímpicos, donde fueron terceras en el grupo B, tras Francia y Corea del Sur. Se enfrentaron en los cuartos de final a Croacia y ganaron por 25-22, clasificándose para las semifinales ante Montenegro, que había dado la sorpresa al eliminar a unas de las favoritas, Francia. El partido fue muy igualado, pero finalmente ganó Montenegro por 27-26. Sin embargo quedaba el partido por el bronce, que enfrentaba al equipo español contra las coreanas nuevamente. En la fase de grupos habían ganado las coreanas por 27-31, pero en esta ocasión se impusieron las españolas por 29-31. Sin embargo, Eli no jugó ningún partido.
En el Campeonato Europeo de Balonmano Femenino de 2012 celebrado a finales de año en Serbia, consiguieron pasar a la segunda liguilla, aunque en ella fueron últimas, donde se notó la ausencia de Macarena que se lesionó en un partido de la primera ronda.
De nuevo fue convocada para el Campeonato Mundial de Balonmano Femenino de 2013 celebrado también en Serbia, donde defendían el tercer puesto de Brasil 2011. Pasaron la primera fase sin muchos problemas, tras ganar a Polonia, Argentina, Paraguay y Angola y tan sólo perder ante la potente Noruega. Sin embargo, en octavos de final volvieron a caer eliminadas otra vez ante Hungría (que ya les ganó en el Europeo pasado) por 28-21, cerrando así el campeonato en una discreta décima posición.
En 2014 es convocada al Campeonato Europeo de Balonmano Femenino de 2014 disputado conjuntamente en Hungría Y Croacia. Superaron la primera fase con pleno de victorias y puntos tras vencer a Polonia, Rusia y Hungría. Sin embargo en la Maind Round perdieron sus dos primeros partidos ante Noruega y Rumanía. Finalmente en el decisivo y último partido, lograron una impresionante victoria ante Dinamarca por 29-22 para pasar por segunda vez en su historia a unas semifinales de un Europeo. En las semifinales se vengaron de su derrota ante Montenegro en los JJOO ganando por un vibrante 19-18, pasando a su segunda final de un Europeo. En la final se volvieron a cruzar contra Noruega perdiendo por 28-25 y acabando finalmente con una gran medalla de plata. En el plano individual Eli por fin pudo ser la pivote titular del equipo, cuajando una gran actuación, ya que marcó 14 goles en los 8 partidos del Campeonato (todos) que jugó.
De nuevo, en 2015 es llamada para disputar el Campeonato Mundial de Balonmano Femenino de 2015 en Dinamarca. En la fase de grupos, comienzan ganando a Kazajistán, aunque luego pierden 28-26 ante la potente Rusia. Pese a esa derrota, se rehacen, y luego consiguen ganar cómodamente a Rumanía por 26-18 y golear a la débil Puerto Rico por 39-13. Finalmente, en el último partido de la liguilla de grupos caen ante Noruega por 26-29, acabando terceras de grupo y teniendo un complicado cruce en octavos de final ante Francia. Finalmente, en octavos fueron eliminadas por las francesas tras un penalti muy dudoso con el tiempo cumplido (22-21). No obstante, el arbitraje fue muy cuestionado por diversas exclusiones dudosas para las españolas, y por una roja directa también muy dudosa a Carmen Martín. Ante esta situación, las guerreras fueron eliminadas en octavos (al igual que el último Mundial), siendo duodécimas. En el aspecto individual, Chávez jugó 5 partidos (descansó ante Rumanía debido a unas molestias) y anotó 11 goles, siendo de nuevo la pivote titular.  
En España, la mayor presencia del balonmano femenino en los medios fue un fenómeno derivado de los éxitos de las denominadas "Guerreras" y también tuvo una repercusión directa para hacerlas más visibles. No obstante, comenta al ser entrevistada Elisabeth Chávez: "Que no solo se hable del balonmano cuando se consiguen éxitos y dos días después se nos olvide; que los club estén mas estructurados, que las jugadoras estén protegidas y con contratos profesionales".

### Participaciones en Juegos Olímpicos
| Juegos                                     | Sede        | Resultado | Partidos | Goles |
| ------------------------------------------ | ----------- | --------- | -------- | ----- |
| Juegos Olímpicos de Londres 2012 (reserva) | Reino Unido | Bronce    | 0        | 0     |

### Participaciones en Copas del Mundo
| Mundial                                          | Sede      | Resultado        | Partidos | Goles |
| ------------------------------------------------ | --------- | ---------------- | -------- | ----- |
| Campeonato Mundial Femenino de Balonmano de 2009 | China     | Cuarto puesto    |          |       |
| Campeonato Mundial Femenino de Balonmano de 2011 | Brasil    | Tercer puesto    |          |       |
| Campeonato Mundial Femenino de Balonmano de 2013 | Serbia    | Décimo puesto    |          |       |
| Campeonato Mundial de Balonmano Femenino de 2015 | Dinamarca | Duodécimo puesto | 6        | 11    |

### Participaciones en Campeonatos de Europa
| Europeo                                          | Sede                | Resultado    | Partidos | Goles |
| ------------------------------------------------ | ------------------- | ------------ | -------- | ----- |
| Campeonato Europeo de Balonmano Femenino de 2008 | Macedonia           | Subcampeona  |          |       |
| Campeonato Europeo de Balonmano Femenino de 2010 | Dinamarca y Noruega | Segunda fase |          |       |
| Campeonato Europeo de Balonmano Femenino de 2012 | Serbia              | Segunda fase |          |       |
| Campeonato Europeo de Balonmano Femenino de 2014 | Hungría y Croacia   | Subcampeona  | 8        | 14    |

## Palmarés

### Selección española
- Medalla de plata en el Europeo Macedonia 2008.
- Medalla de plata en el Europeo Hungría 2014.
- Medalla de bronce en el Mundial Brasil 2011.